# ألكسيس كويلو
ألكسيس كويلو (بالإسبانية: Alexis Cuello)‏ هو لاعب كرة قدم أرجنتيني في مركز الهجوم، ولد في 18 فبراير 2000 في بوينس آيرس في الأرجنتين. لعب مع نادي راسينغ.

## وصلات خارجية
- ألكسيس كويلو على موقع قاعدة بيانات كرة القدم.إي يو (الإنجليزية)
- ألكسيس كويلو على موقع Soccerway.com (الإنجليزية)